# Wirtschaftsuniversität Wien

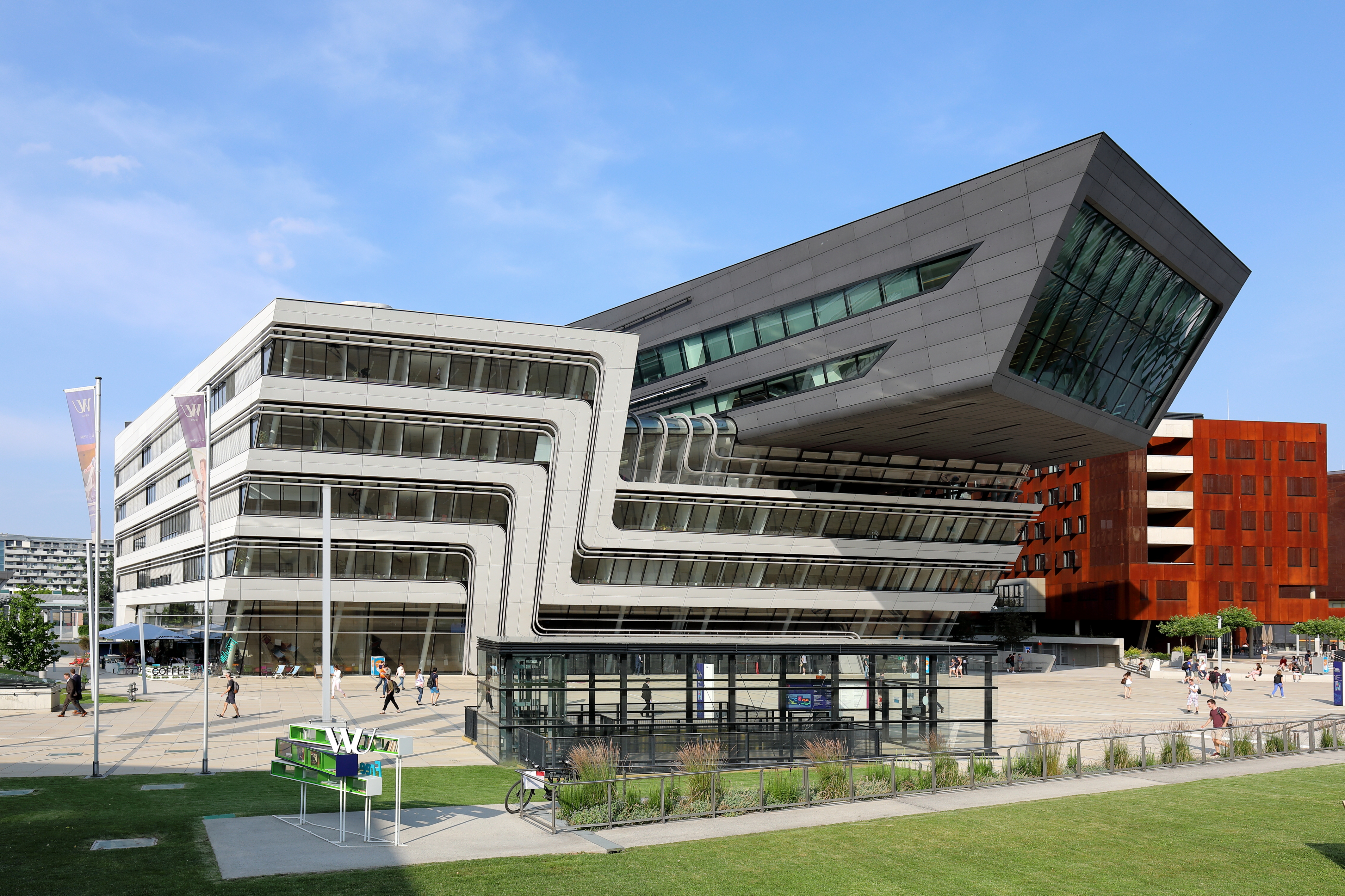
De bibliotheek op de Campus WU, ontworpen door Zaha Hadid.

De Wirtschaftsuniversität Wien is een grote handelshogeschool (universiteit) gevestigd in de Oostenrijkse hoofdstad Wenen en werd opgericht in 1898. Sinds 2013 is zij gevestigd op de Campus WU met kenmerkende, deels neofuturistische architectuur.